# Gertrudis Roldós i Doixany
Gertrudis Roldós i Doixany, més coneguda a Palafrugell per la «senyora Tulita», (Mataró, 1901 – Palafrugell, 1976) fou una educadora catalana. Va passar la seva infància a Palamós, fins que va marxar a estudiar a Girona i després a Barcelona.
Va impulsar a Palafrugell una acadèmia privada en un moment en el qual hi havia una creixent demanda d'escolarització i l'escola pública n'era deficitària per manca de recursos.
L'Ajuntament de Palafrugell, arran del projecte Dones amb nom propi de l'Associació Suport a la Dona, va aprovar l'1 de setembre de 2004 denominar una plaça en el seu nom. L'Associació Suport a la Dona havia engegat aquesta campanya per recuperar personatges i col·lectius femenins oblidats o infravalorats que hagin tingut rellevància a Palafrugell.